# Der Teppich des Lebens und die Lieder von Traum und Tod. Mit einem Vorspiel

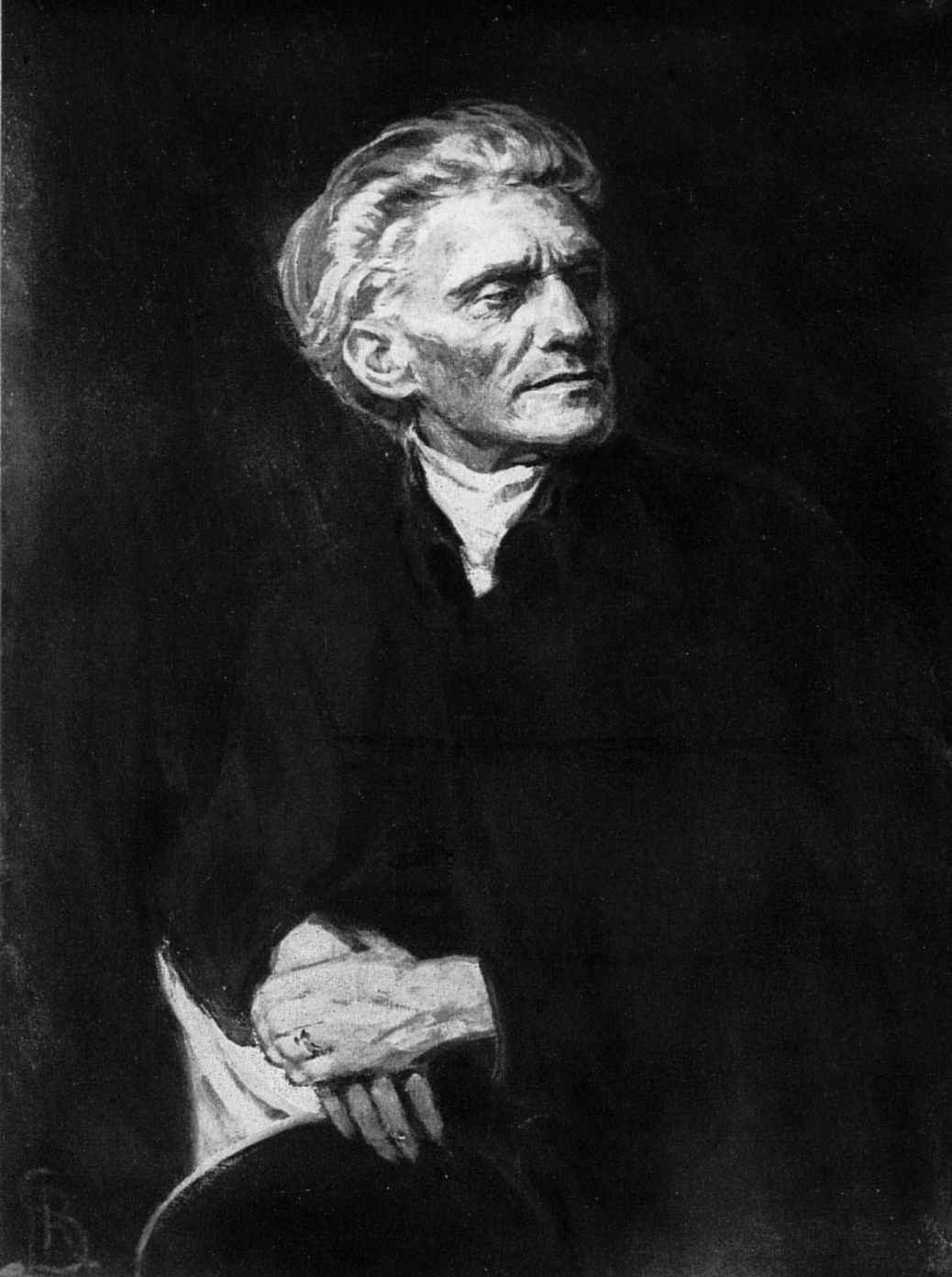
Stefan George
Porträt von Reinhold Lepsius

Der Teppich des Lebens und die Lieder von Traum und Tod. Mit einem Vorspiel ist der Titel eines im November 1899 veröffentlichten zyklischen Gedichtbandes von Stefan George. In zunächst nur 300 Exemplaren in den Blättern für die Kunst gedruckt, markiert er die Abkehr vom Ästhetizismus der vorhergehenden Phase und den Anspruch auf eine Rolle als Seher mit einer Gefolgschaft.
Erneut ist das dreiteilige Werk durch eine symmetrische Struktur geprägt, die einen Formwillen deutlich erkennen lässt.
Die Bände der ersten Ausgabe waren mit außergewöhnlich reichem Buchschmuck und Illustrationen von Melchior Lechter versehen und erschienen in Drucktypen, die von Georges Handschrift abgeleitet waren.

## Inhalt
Die drei Teile Vorspiel, Der Teppich des Lebens und Die Lieder von Traum und Tod umfassen jeweils 24 Gedichte mit vier vierzeiligen Strophen. Etwa die Hälfte der Gedichte ist kreuzgereimt, lediglich elf von ihnen sind reimlos.
Während der erste, durchnummerierte Teil des Zyklus durch spruchhaft gehaltene Prämissen geprägt ist, hält der mit Überschriften versehene Teppich des Lebens exemplarische Situationen und Figuren fest, umfasst 12 Widmungsgedichte und erscheint weniger kohärent.
Sich vom zweiten Teil der Sammlung Das Jahr der Seele abhebend, sind die Namen der Widmungsträger ausgeschrieben, so bei Sabine und Reinhold Lepsius sowie Kitty und Albert Verwey, denen George viel verdankte.
George schrieb das Eröffnungsgedicht des Vorspiels vermutlich in der zweiten Hälfte des Jahres 1895 und betitelte es zunächst mit Der Besuch. Es beleuchtet den Prozess der Dichtung selbst, indem das lyrische Ich die passenden Worte für seinen Kummer sucht, bis ein nackter Engel zu ihm tritt und sich, wie es dem jüdischen Malakh entspricht, als „Bote“ vorstellt. Der programmatische Beginn legt zugleich die den gesamten Zyklus durchziehende Richtung vor, sich schrittweise von der Kunst um der Kunst willen zu befreien. Das vom Engel vorgestellte und verheißene schönen Leben vereinigt dabei die überkommenen Vorstellungen mit einem neuen Wertekanon.
„Ich forschte bleichen eifers nach dem horte:

Nach strofen drinnen tiefste kümmernis

Und dinge rollten dumpf und ungewiss –

Da trat ein nackter engel durch die pforte:

Entgegen trug er dem versenkten sinn

Der reichsten blumen last und nicht geringer

Als mandelblüten waren seine finger

Und rosen rosen waren um sein kinn.

Auf seinem haupte keine krone ragte

Und seine stimme fast der meinen glich:

Das schöne leben sendet mich an dich

Als boten: während er dies lächelnd sagte

Entfielen ihm die lilien und mimosen –

Und als ich sie zu heben mich gebückt

Da kniet auch ER · ich badete beglückt

Mein ganzes antlitz in den frischen rosen.“
Die stellenweise einprägsamen Bilder des zweiten Teils entrollen schrittweise die feine Struktur eines „Lebensteppichs“, wie dies im ersten Gedicht beschrieben wird. Die erste Strophe lautet:
„Hier schlingen menschen mit gewächsen tieren

Sich fremd zum bund umrahmt von seidner franze

Und blaue sicheln weisse sterne zieren

Und queren sie in dem erstarrten tanze.“
In weiteren Gedichten entwirft George vorzeitliche Situationen, nutzt altertümelnde Sprache und greift auf Volkssagen zurück. So zeichnet er in Die Fremde das volkstümliche Bild einer Hexe, die im Mondlicht singt und schließlich im Torf versinkt, in Urlandschaft eine Gegend, in der in den ersten zwei Strophen nur Tiere erscheinen – Adler, Wölfe, Hirschkühe – und das Gras noch nie „geschoren“ wurde.

## Hintergrund und Rezeption

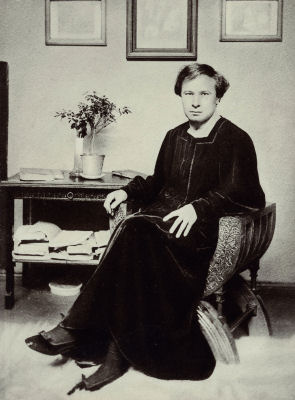
Melchior Lechter

In den Gedichten des Vorspiels löst George sich schrittweise von der reinen Kunst des L’art pour l’art. Daneben wird das neue Ideal der „heiligen Jugend“ deutlich, der zu dienen Georges Aufgabe wird, eine Mission, bei der das Verhältnis Christi zu den Jüngern erkennbar ist. Das außergewöhnliche Autoritätsverhältnis zwischen dem als „Herrn“ bezeichneten Dichter und seiner Gefolgschaft deutet sich etwa in den Versen des 23. Gedichts aus dem Vorspiel an: „Wir ziehn zur seite unsres strengen herrn / Der sichtend zwischen seine streiter schaut / Kein weinen zieht uns ab von unsrem stern / Kein arm des freundes und kein kuss der braut.“
Die bildkünstlerische Gestaltung gehört zu den prunkvollsten, die je für einen Gedicht-Zyklus entworfen wurden, und beleuchtet die Entwicklung des Bandes selbst. So kündigte George im Oktober 1899 gegenüber Clemens von Franckenstein das außergewöhnlich Ereignis an und hob den Buchkünstler namentlich hervor. Lechter habe ein Kunst-Denkmal geschaffen, das „bei uns noch nie gesehen wurde.“
Die beiden waren seit Ende 1898 damit befasst, den Druck vorzubereiten. Lechter überlegte, welches Papier und welchen Farbdruck man wählen sollte, und schrieb dem Dichter Anfang 1899, man müsse sein „neues Kind“ der Welt feierlich, „unerhört“ und in einzigartiger Form zeigen. Ein halbes Jahr später sandte George ihm ein fortgeschrittenes Manuskript, das Lechter so begeisterte, dass er sich an den Gedichten „wie die Biene voll saugen“ wollte und ihm Ende Juli einen euphorischen Brief schrieb, in dem er bekundete, das Werk mit seiner „fast asketischen Strenge und Feierlichkeit“ für das „Erhabenste“ zu halten, was George je geschaffen habe. „Was aus Ewigkeit kommt, muss notwendig Ewigkeit künden.“
Sein Enthusiasmus reichte so weit, dass er, ein Verehrer Richard Wagners, das Manuskript zehn Tage später zu den Bayreuther Festspielen mitnahm, Aufführungen der Meistersinger und des Parsifal besuchte und am Grabe des Komponisten einige Verse des Zyklus rezitierte.
Friedrich Sieburg, der im Eingangsgedicht aus dem Jahr der Seele eine „Wiedergeburt der deutschen Sprache“ erblickt und die Sammlung euphorisch gelobt hatte, empfand auch den anschließenden Zyklus als ein bedeutendes Werk. Die dandyhaften Mitglieder des Kreises hätten sich in einen bündischen Zirkel strebsamer Jünger verwandelt. Im Teppich des Lebens zeige George sich als Mittelpunkt dieser besonderen Gruppe, auf die „ein Strahl von Hellas“ falle und die einen neuen, von ihm bestimmten Stil anstrebe. Indem die Gedichte nicht mehr mit „der Flut der Lebensregungen und Jahreszeiten“ treiben würden und an keinen Anlass gebunden seien, habe George seinem Genie „klassisches Maß abgerungen“. Bei aller berückenden Schönheit und Melancholie vor allem des zweiten Teils der Sammlung zeige sich indes etwas „Inschrifthaftes“, das sich später „zur Strenge von Gesetzestafeln“ steigere.
Mit dem „Strahl von Hellas“ griff Sieburg eine Wendung Georges aus den Einleitungen und Merksprüchen der Blätter für die Kunst auf. Der Hellas-Bezug findet sich auch im siebenten Gedicht des Vorspiels.

## Interpretationen
Theodor W. Adorno befasste sich in mehreren Essays mit George, so in seiner Abhandlung George und Hofmannsthal, einem Radiovortrag für den Deutschlandfunk vom 23. April 1964 und einem Gespräch mit Hans Mayer einige Wochen später, das sich darauf bezog.
So sehr ihn die politischen Implikationen, die elitäre und antidemokratische Haltung Georges und seines Kreises abstießen, hob er in einzelnen Werken die Besonderheiten seiner Lyrik hervor, lobte das „Stilisationsprinzip“ und die sprachliche Reduktion der Gedichte, mit der sie sich vom „redselig-Schmückenden“ bei Rilke unterscheiden würden.
Er erwähnte den Widerstand Claus Schenk Graf von Stauffenbergs, der bereits in seiner Jugend in den George-Kreis aufgenommen worden war, und betonte, dass George selbst sich am Ende seines Lebens nicht habe vereinnahmen lassen. Selbst das „künstlerisch Fragwürdigste“ sei real gewissermaßen entsühnt. In dem Radiovortrag bezog Adorno sich auf einzelne Gedichte, die seinen Ansprüchen genügten, und ging hierbei auf das Werk Der Täter aus dem Teppich des Lebens ein. Er spekulierte, dass Stauffenberg es vor seinem Opfer, dem Versuch des Tyrannenmordes, gegenwärtig gewesen sei. Das Gedicht beleuchte den Handelnden vor dem Wagnis, stelle die Tat indes unpolitisch oder als solche innerhalb der herrschenden Gruppen vor.
Die erste und zweite Strophe lauten:
Ich lasse mich hin vorm vergessenen fenster: nun tu

Die flügel wie immer mir auf und hülle hienieden

Du stets mir ersehnte du segnende dämmrung mich zu

Heut will ich noch ganz mich ergeben dem lindernden frieden.

Denn morgen beim schrägen der strahlen ist es geschehn

Was unentrinnbar in hemmenden stunden mich peinigt

Dann werden verfolger als schatten hinter mir stehn

Und suchen wird mich die wahllose menge die steinigt.
Indem George ein himmlisches Wesens aufruft und auf weitere Stellen der Heiligen Schrift verweist, zeigt sich für Michael Titzmann, dass er seine Forderungen nur mit Verweis auf überkommene Schemata erheben kann. Die Figur des Engels ist ein Vorläufer Maximins, der auf Maximilian Kronberger zurückgeht, den George in dem folgenden Zyklus Der siebente Ring idealisieren und vergöttlichen sollte.
Die Wendung vom „schönen Leben“ sei auch aus der Feder Hugo von Hofmannsthals denkbar, der vom George-Kreis als dekadent verstoßen worden war.
Blieb der Engel bei den Zeitgenossen Georg Trakl und Rainer Maria Rilke eine der Dichtung innewohnende Chiffre, verquicken sich nach Auffassung Titzmanns bei George die inner- und außerliterarischen Ebenen, was die Problematik seines Spätwerks kennzeichne – die Herrschaftsmetaphorik löse sich von der Dichtung und stelle Forderungen innerhalb der realen Welt. Die ideologisch orientierte Lyrik finde sich mit apodiktischen Forderungen des zeitkritischen Mahners auch im späteren Zyklus Der Stern des Bundes und führe sie nicht selten in die Nähe des Faschismus.
Für Albert von Schirnding beleuchtet das Vorspiel die Entwicklung des Dichters George bis zur Entstehung des Teppichs. Er verweist auf Hesiod und Dante, in deren Hauptwerken das Neue mit vergleichbaren Initiationserfahrungen eingeleitet werde. Wird Hesiod in der Einleitung der Theogonie als Hirte durch die Musen zum Dichter der Theogonie geweiht, lässt sich der „in der Mitte seines Lebens“ verirrte Dante von Vergil durch die Hölle führen.
Nach Einschätzung Jürgen Egyptiens überbringt der „Gesandte“ nicht bloß die Botschaft, sondern verkörpert sie. Auf diese Szene lasse sich deswegen Marshall McLuhans Formel „Das Medium ist die Botschaft“ anwenden, die sich in seinem 1964 erschienenen medientheoretischen Werk Understanding Media findet.
Für ihn weist der Engel trotz seiner transzendenten Qualitäten (so dem auf Mariae Verkündigung hinweisenden, großgeschriebenen „ER“) eine irdische Sinnlichkeit und Nähe zum Dichter auf, die es ermöglichen, die Szene schließlich im Kuss münden zu lassen, was durch den umarmenden Reim noch formal unterstrichen wird.

## Sekundärliteratur
- Jürgen Egyptien: Stefan George, Dichter und Prophet; Theiss, Darmstadt 2018, ISBN 978-3-8062-3653-8, S. 184–194
- Thomas Karlauf: Stefan George. Die Entdeckung des Charisma. Karl-Blessing-Verlag, München 2007, ISBN 978-3-89667-151-6, S. 266–271
- Michael Titzmann: George, Der Teppich des Lebens und die Lieder von Traum und Tod mit einem Vorspiel.  In: Walter Jens (Hrsg.): Kindlers Neues Literatur Lexikon. Band 6, München 1979, ISBN 3-463-43006-1, S. 233–234.